# Messerschmitt Bf 163
Ne doit pas être confondu avec Messerschmitt Me 163.
Le Messerschmitt Bf 163 est un prototype d’avion de reconnaissance développé par Bayerische Flugzeugwerke (BFW) en Allemagne nazie peu avant la Seconde Guerre mondiale.